# Waccho

Le royaume des Lombards en Europe centrale, au début du VI.

Waccho ou Wacho, né à la fin du Ve siècle et mort vers 540, est le huitième roi des Lombards, régnant en Pannonie dans la première moitié du VIe siècle.

## Biographie
Fils de Zucchilo, Waccho usurpe le trône lombard en renversant vers 510 son oncle, le roi Tatto, qui est assassiné. Le fils ainsi que le petit-fils de ce dernier, nommés respectivement Risiulf et Hildigis, réfugiés chez les Warnes, tentent vainement de le chasser du pouvoir. Mais Waccho donne aux Warnes une somme d'argent pour les tuer ; Hildigis parvient à fuir chez des Slaves, mais Risiulf est éliminé.
Waccho entretient de bons rapports avec les Francs et les Bavarois et, selon Procope de Césarée, refuse d'aider les Ostrogoths du roi Vitigès, en guerre avec les Byzantins, déclarant qu'il est l'allié de l'empereur Justinien.
Waccho meurt autour de 540.

## Unions et descendance
Waccho eut trois épouses :
- Ranigonde, fille de Basin, roi des Thuringes ;

- Ostrogotha, fille de Gonderic, roi des Gépides, sœur d'Elemund et de Thurisind, dont ils eurent :
  - Wisigarde, qu'il donna en mariage au roi des Francs Thibert,
  - Walderade, mariée successivement au fils de ce dernier, le roi Thibaut, puis à Clotaire qui la délaissa pour la donner à Garibald, un prince bavarois. Par cette union, Waccho devint plus tard le grand-père de Théodelinde, qui deviendra reine des Lombards en Italie[1] ;

- Salinga, fille du roi des Hérules dont ils eurent :
  - Walthari, son fils et successeur.